# Poochara aquila
Poochara aquila är en insektsart som beskrevs av Young 1986. Poochara aquila ingår i släktet Poochara och familjen dvärgstritar. Inga underarter finns listade i Catalogue of Life.